# Castell de Blanca
El castell de Blanca és un castell erigit al segle xii en la localitat murciana de Blanca. Va ser declarat Bé d'interès cultural el 7 d'agost de 1997.

## Arquitectura
El castell s'eleva a una altitud de 223 metres sobre el nivell del mar. De l'edificació original es conserven en peus només tres torres unides per dues cortines, fabricades mitjançant un encofrat amb morter de calç i pedra (tapial). S'observa a les torres els	forats de bastida en els quals es van introduir les bigues durant la construcció de la fortalesa. Segons l'historiador Serafín Alonso les torres van arribar a mesurar 12 metres d'altura, i podrien haver allotjat dos cossos arquitectònics, terrasses merles i espitlleres.